# Salut d'Amour (película)
Salut d'Amour (en hangul, 장수상회; romanización revisada del coreano: Jang-su Sahng-hoe) es una película surcoreana  dirigida por Kang Je-gyu y protagonizada por Park Geun-hyung, Youn Yuh-jung, Cho Jin-woong y Han Ji-min. Se estrenó el 9 de abril de 2015.

## Sinopsis
Sung-chil es un anciano cascarrabias que vive solo y que trabaja a tiempo parcial en el supermercado local. Jang-soon es el propietario del negocio, y también el presidente del comité para la reurbanización del barrio, que prevé el derribo de las viejas casas y su sustitución por modernos bloques de pisos. La única firma que falta del vecindario es la de Sung-chil, pero los esfuerzos de Jang-soon por obtenerla son vanos, porque aquel, a su edad, no quiere cambiar su estilo de vida. Un día se mudan frente a su casa una anciana señora y su hija (Geum-nim y Min-jung), que abren una floristería allí mismo. Geum-nim parece estar interesada en Sung-chil, y despierta también el interés de este. A pesar de su edad, Sung-chil no tiene experiencia o parece haber olvidado cómo se corteja a las mujeres, por lo que recibe la ayuda de los conocidos del vecindario, y aunque Min-jung le hace saber que no aprueba la relación, esta sale adelante.

## Reparto
- Park Geun-hyung como Kim Sung-chil.[5][6]
  - Jung Hae-in como Sung-chil de joven.[7]
  - Ko Yoon-ho como Sung-chil de mediana edad.
- Youn Yuh-jung como Im Geum-nim.[5][8][9]
  - Yoon So-hee como Geum-nim de joven.[10][11]
  - Lee Moon-jung como Geum-nim de mediana edad.
- Cho Jin-woong como Jang-soo.[12][13][14]
- Han Ji-min como Min-jung.[15][16][17]
- Kim Jung-tae como Kim Chi-soo, dueño de una lavandería.[18][19]
- Hwang Woo-seul-hye como Park Yang, repartidora del restaurante chino.[20][21]
- Lee Jun-hyeok como Ok Bok-sung, dueño del restaurante chino.[18]
- Kim Jae-hwa como la señora Wang, mujer de Ok Bok-sung.[18]
- Moon Ga-young como Ah-young, una estudiante de secundaria.[22][23]
- Park Chanyeol como Min-sung, un estudiante de secundaria.[24][25]
- Bae Ho-geun como Jegal Chung-soo, joven empleado del supermercado.[18]
- Nam Myung-ryul como un señor anciano que conoce a Geum-nim.
- Kim Ha-yoo como Da-young.
- Choi Kyu-hwan como Ho-joon, el exmarido de Min-jung.
- Yoon Kyung-ho como un policía.[26]
- Na Seung- ho como un policía.
- Yeom Hye-ran como lechera.[27]
- Yoon Sang-hoon como un camarero.
- Joo Bo-young como la novia en la boda.
- Yoon Tae-seong como el novio en la boda.
- Lee Cho-hee como empleada de banco (aparición especial).[28][29]
- Baek Il-seob como conductor de autobús que pelea con Sung-chil (aparición especial).[18]
- Im Ha-ryong como el señor Choi, compañero de armas de Sung-chil (aparición especial).[18]
- Equipo de fútbol de la escuela primaria Sinjeong de Seúl.

## Producción
El guion está inspirado en el filme Lovelly, Still (2008), dirigido por Nik Fackler y protagonizado por Martin Landau y Ellen Burstyn.
En Salut d'Amour se reencuentran los protagonistas Park Geun-hyung y Youn Yuh-jung cuarenta y cinco años después de haber rodado juntos la serie de MBC Jang Hee-bin (1971). El rodaje fue rápido, con pocas tomas, tanto por la colaboración de los actores como por el estilo propio de Kang Je-gyu, director más familiarizado con el cine bélico en el que los costes de producción exigen eliminar las tomas innecesarias. En fase de montaje se cortaron algunas escenas de Youn Yuh-jung para dar más énfasis al giro de guion que explica las relaciones entre los personajes, hecho que no agradó a la actriz.
La película se presentó en una conferencia de prensa celebrada el 12 de marzo de 2015 en Apgujeong CGV (Seúl), a la que asistieron el director Kang Je-kyu y los actores Park Geun-hyung, Yoon Yeo-jeong, Cho Jin-woong, Han Ji-min, Hwang Woo-seul-hye, Moon Ga-young y Chanyeol.

## Estreno y taquilla
Salut d'Amour se estrenó el 9 de abril de 2015. Se exhibió en 688 salas para 1 168 630 espectadores, obteniendo una taquilla del equivalente a 6 657 097 dólares. Se situó por este concepto en la vigesimoprimera posición entre las películas surcoreanas estrenadas en 2015.

## Crítica
William Schwartz (HanCinema) lamenta que la mayor parte de la película, hasta el giro de la trama que le da sentido, es irrelevante, una sucesión de escenas que no parecen tener relación entre sí, e incluso la cuestión de la reurbanización del barrio termina siendo intrascendente. Solo el final lo cambia todo: «es la parte principal y convincente de la película. El final es lo suficientemente doloroso como para ser genuinamente provocador de lágrimas, o al menos lo sería excepto que toda la trama extraña ha ofuscado en su mayoría la naturaleza de estas relaciones entre personajes». Y concluye: «a pesar de la fuerza del concepto, Salut D'Amour no es una película buena ni divertida, y debe evitarse».
Muy diversa es la percepción de Panos Kotzathanasis (Asian Movie Pulse), el cual escribe que la película comienza como una comedia romántica y termina como un melodrama desgarrador, conservando su ingenio pese al cambio de géneros. Destaca las interpretaciones de Park Geun-hyung y Yoon Yuh-jung, «geniales en sus respectivos papeles, tanto en los momentos cómicos como en los dramáticos, demostrando una vez más que el talento y la habilidad no se desvanecen tan fácilmente con la edad», así como «una gran fotografía llena de colores impresionantes y una representación muy realista del antiguo barrio en el que se desarrolla la mayor parte de la película».
Edmund Lee (South China Morning Post) define Salut d'Amour como un aparente cuento de hadas urbano entre ancianos que salen de citas, en el que la mayoría de los personajes parecen excesivamente amables y solidarios, con un giro sorpresivo de la trama que lo cambia todo, y escribe que «la historia es demasiado manipuladora, pero la dignidad de los actores principales redime el proyecto».

## Premios y nominaciones
| Año  | Premios                                    | Categoría                      | Candidato     | Resultado | Ref.          |
| ---- | ------------------------------------------ | ------------------------------ | ------------- | --------- | ------------- |
| 2015 | Festival Internacional de Cine de Shanghái | Mejor película (Golden Globet) | Salut d'Amour | Nominada  | [ 36 ] [ 37 ] |
| 2015 | 35.º Golden Cinema Festival                | Mejor actriz de reparto        | Han Ji-min    | Ganadora  | [ 38 ]        |